# Балка Осикова (притока Арбузинки)
Балка Осикова — балка (річка) в Україні у Арбузинському районі Миколаївської області. Ліва притока річки Арбузинки (басейн Південного Бугу).

## Опис
Довжина балки приблизно 13,41 км, найкоротша відстань між витоком і гирлом — 9,63 км, коефіцієнт звивистості річки — 1,39 . Формується декількома струмками та загатами. На деяких ділянках балка пересихає.

## Розташування
Бере початок на південно-західній стороні від села Сергіївки. Тече переважно на південний захід через село Полянку й у селі Мар'янівка впадає в річку Арбузинку, праву притоку річки Мертвоводи.

## Цікаві факти
- У селі Полянка балку перетинає автошлях Т 1510[3] (автомобільний шлях територіального значення в Миколаївській області. Знаходиться в аврійному стані, не придатний для руху транспорту. Проходить територією Арбузинського, Братського, Єланецького та Новоодеського району від перетину з Н24 через Арбузинку — Єланець — Нову Одесу. Загальна довжина — 115,6 км.).
- У XX столітті на балці існували молочно, птице-тваринні ферми (МТФ, ПТФ) та газові свердловини[2], а у XIX столітті — декілька колоній та хуторів[1].